# 圣阿加塔-迪埃萨罗
圣阿加塔-迪埃萨罗（義大利語：Sant'Agata di Esaro），是意大利科森扎省的一个市镇。总面积47平方公里，人口2044人，人口密度43.5人/平方公里（2009年）。ISTAT代码为078131。